# Лос-Растрохос
Лос-Растрохос (ісп. Los Rastrojos) — майже знищений колумбійський наркокартель, який раніше брав участь у збройному конфлікті Колумбії. Група була утворена у 2004 році ватажком картелю Норте-дель-Вальє Вілбером Варелою, відомого як Хабон, і одним з його найближчих поплічників Дієго Растрохо, коли Варела розсварився з колишнім колегою Дієго Леоном Монтойя, відомого як  Дон Дієго. Група стала незалежною після вбивства свого головного засновника у Венесуелі у 2008 році та в найкращі свої часи була однією з найвпливовіших наркокартелів Колумбії.
Основними джерелами прибутку для картелю є продаж кокаїну, марихуани та героїну, а також незаконний видобуток золота, пік цін на яке припав на 2010 та 2011 роки.
Лос-Растрохос разом із картелем Норте-дель-Вальє вважаються "спадкоємцями" картелю Калі. Інші джерела стверджують, що Лос-Растрохос насправді є новою назвою картелю Норте-дель-Вальє. Картель працював використовуючи потужну мережу найманих вбивць та розповсюджувачів наркотиків на міжнародні ринки. Група зосереджується на тому, щоб купувати коку у тих, хто її вирощує, переробляти її та продавати гуртом для міжнародної дистрибуції або самостійно перевозити її через Центральну Америку та Мексику.
Вважається, що картель працює переважно в департаменті Вальє-дель-Каука та Калі, хоча дехто стверджує, що їх вплив поширюється й на інші території  Колумбії та західну Венесуелу. Кількість членів картелю оцінюється від 1200 до 1500 бійців та найманих вбивць. Декілька членів Лос-Растрохос були вбиті або заарештовані у Венесуелі збройними силами Венесуели.
Розширення групи під керівництвом братів  Хав'єра Антоніо та Луїса Енріке Калле Серна, яких називали однаковим псевдонімами "Комба", здійснювалось шляхом захоплення нових територій. З 2009 року картель покинув звичні для себе території уздовж узбережжя Тихого океану, щоб діяти в третині з 32-х департаментів Колумбії. Основною діяльністю групи Лос-Растрохос є експорт кокаїну та героїну на міжнародні ринки. На місцевому рівні вони також беруть участь у вимаганнях та викраденнях. Наркокартель насамперед перевозить наркотики до Центральної Америки та Мексики де збуває їх мексиканським наркоторговцям, які, в свою чергу, займаються постачанням до США. Лос-Растрохос також контролюють один з основних напрямків контрабанди до Венесуели, яка є мостом для потрапляння кокаїну в Європу та на північ США літаками та швидкісними катерами.
Лос-Растрохос, що був заснований через вплив могутнього наркокартелю Норте-дель-Вальє. Картель, став одним із найпотужніших транснаціональних кримінальних синдикатів Колумбії, допоки його керівництво не здалося або не було схоплено у 2012 році. Останнє велике формування Лос-Растрохоса було схоплена у 2017 році, після чого  від картелю залишилось лише декілька дрібних груп.

## Створення
Лос-Растрохос було засновано у 2002 році, як збройне крило Вілберв Варела, відомого як Хабон, для боротьби з його суперником із картелю Норте-Дель-Вальє  Дієго Монтойя, відомого як Дон Дієго, та приватною армією останнього під назвою "Мачоси". Лейтенант Варели Дієго Перес Хенао, відомий як Дієго Растрохо завербував перших членів групи, звідси й пішла назва організації.

## Кінець картелю
Лос-Растрохос зазнали низки серйозних невдач у 2012 році, коли всі три його головних лідери або здалися, або були заарештовані. У травні 2012 року один з лідерів Лос-Растрохоса Хав'єр Антоніо Калле Серна "Комба" здався владі США на Арубі. В результаті Дієго Растрохо і брат Калле Серни Луїс Енріке (також під  псевдонімом "Комба") перейняли керівництво на себе. Для Дієго воно виявилось нетривалим, оскільки він був схоплений у західній Венесуелі на початку червня. Уряд Венесуели заявив, що передасть його колумбійській владі. "Ель-доктор" звинувачується у вбивстві Варели, у якого він  був правою рукою десять років. 4 жовтня влада 2012 року  Колумбії оголосила, що Луїс Енріке, останній лідер "Растрохоса", також здався американському  Управлінню по боротьбі з наркотиками. Остання велика група  Лос-Растрохос була схоплена у 2017 році.